# Pieperleeuwerik
De pieperleeuwerik (Calendulauda poecilosterna; synoniem: Mirafra poecilosterna) is een zangvogel uit de familie Alaudidae (leeuweriken).

## Verspreiding en leefgebied
Deze soort komt voor in de savannen van zuidelijk Ethiopië tot Kenia, oostelijk Oeganda en noordelijk Tanzania.

## Status
De grootte van de populatie is niet gekwantificeerd maar de soort wordt omschreven als algemeen. Op de Rode lijst van de IUCN heeft deze soort de status niet bedreigd.